# Supercopa Turca de Voleibol Masculino de 2013
A Supercopa Turca de Voleibol Masculino  de 2013 foi a quinta edição desta competição organizada pela  FTV. Participaram do torneio duas equipes, os campeões da Liga A Turca e da Copa da Turquia.

## Sistema de disputa
O Campeonato foi disputado em um jogo único.

## Equipes participantes
Equipes que disputaram a Supercopa de Voleibol de 2013:
| Equipe      | Cidade  | Qualificação                            | Última participação |
| ----------- | ------- | --------------------------------------- | ------------------- |
| Arkas SK    | Esmirna | Campeão da Liga A Turca 2012–13         | 2011                |
| Halkbank SK | Ankara  | Vice-campeão da Copa da Turquia 2012-13 | Estreante           |

## Resultado
| 9 de outubro de 2013 17:30 Relatório | Halkbank SK | 3 — 0             | Arkas SK | Cengiz Göllü Voleybol Salonu,Bursa Público: 5 000 |
| 9 de outubro de 2013 17:30 Relatório | 25 26 25    | Set 1 Set 2 Set 3 | 16 24 23 | Cengiz Göllü Voleybol Salonu,Bursa Público: 5 000 |

## Premiações
| Supercopa Masculina de 2013     |
| Turquia                         |
| ------------------------------- |
| Halkbank SK Campeão (1º título) |